# 美小膜盖蕨
美小膜盖蕨（学名：Araiostegia pulchra）为骨碎补科小膜盖蕨属下的一个种。

## 扩展阅读
維基物種上的相關：美小膜盖蕨